# Wolfgang Martynkewicz
Wolfgang Martynkewicz (* 1955 in Blomberg) ist ein deutscher Literaturwissenschaftler und Autor.

## Leben
Wolfgang Martynkewicz studierte Literaturwissenschaft, Psychologie sowie Soziologie und schloss mit dem Dr. phil. an der Universität Konstanz ab. Er arbeitet als freier Autor sowie als Lehrbeauftragter an der Otto-Friedrich-Universität Bamberg und an der Universität Bayreuth.

## Schriften
- Charakter, Habitus und Schriftstellertum: sozialphänomenologische und sozialpsychologische Untersuchung zum Werk Arno Schmidts, Dissertation Universität Konstanz 1990 DNB 911233571.
- Arno Schmidt (= Rowohlts Monographien. Bd. 484). Rowohlt, Reinbek bei Hamburg 1992, ISBN 3-499-50484-7.
- Jane Austen (= Rowohlts Monographien. Bd. 528). Rowohlt, Reinbek bei Hamburg 1995, ISBN 3-499-50528-2.
- Sabina Spielrein und Carl Gustav Jung. Eine Fallgeschichte. Rowohlt Berlin, Berlin 1999, ISBN 3-871-34287-4.
- Edgar Allan Poe (= Rowohlts Monographien 50599). Rowohlt-Taschenbuch-Verlag, Reinbek bei Hamburg 2003, ISBN 3-499-50599-1.
- Salon Deutschland. Geist und Macht. 1900–1945. Aufbau, Berlin 2009, ISBN 978-3-351-02706-3.
- Das Zeitalter der Erschöpfung: Die Überforderung des Menschen durch die Moderne. Aufbau, Berlin 2013. ISBN 978-3-351-03547-1.
- Tanz auf dem Pulverfass: Gottfried Benn, die Frauen und die Macht. Aufbau Verlag, Berlin 2017. ISBN 978-3351036669
- 1920: am Nullpunkt des Sinns. Aufbau, Berlin 2019. ISBN 978-3-351-03777-2.
- Das Café der trunkenen Philosophen. Wie Hannah Arendt, Adorno & Co. das Denken revolutionierten. Aufbau, Berlin 2022, ISBN 978-3-351-03887-8.
- Das Schwanken des Bodens unter den Füßen. Einstein im Badehaus 8. Illustriert von Gabriela Jolowicz. MaroVerlag, Augsburg 2022, ISBN 978-3-87512-622-8 (32 S.).
- Amerika erzählen. Besuche in der Neuen Welt – von Sartre bis Adorno. edition text+kritik, München 2024, ISBN 978-3-96707-954-8.

## Einzelbelege
1. ↑  Wolfgang Martynkewicz | Blätter für deutsche und internationale Politik. Abgerufen am 20. Januar 2024.

| Personendaten    | Personendaten                                |
| ---------------- | -------------------------------------------- |
| NAME             | Martynkewicz, Wolfgang                       |
| ALTERNATIVNAMEN  | Wertheimer, Jürgen Edmund                    |
| KURZBESCHREIBUNG | deutscher Autor und Literaturwissenschaftler |
| GEBURTSDATUM     | 1955                                         |
| GEBURTSORT       | Blomberg                                     |